# بينيلوب سفيريس
بينيلوب سفيريس (بالإنجليزية: Penelope Spheeris)‏ هي كاتبة سيناريو ومنتجة أفلام ومخرجة وممثلة أمريكية، ولدت في 2 ديسمبر 1945 بنيو أورلينز في الولايات المتحدة.

## وصلات خارجية
- بينيلوب سفيريس على موقع IMDb (الإنجليزية)
- بينيلوب سفيريس على موقع ألو سيني (الفرنسية)
- بينيلوب سفيريس على موقع تيرنر كلاسيك موفيز (الإنجليزية)
- بينيلوب سفيريس على موقع أول موفي (الإنجليزية)
- بينيلوب سفيريس على موقع بوكس أوفيس موجو (الإنجليزية)
- بينيلوب سفيريس على موقع قاعدة بيانات الأفلام السويدية (السويدية)
- بينيلوب سفيريس على موقع إن إن دي بي (الإنجليزية)
- بينيلوب سفيريس على موقع قاعدة بيانات الفيلم (الإنجليزية)
- بينيلوب سفيريس على موقع كينوبويسك (الروسية)